# حياة الطيور
حَيَاةُ الطُّيُوْرِ هي سِلْسِلَةٌ وثائقية عن الطبيعة مِنْ قِبَلِ هيئة الإذاعة البريطانية كتبها وقدَّمها ديفيد أتينبارا، ونُقِلَتْ لأول مرة في المملكة المتحدة من 21 أكتوبر 1998.
دراسة لتطور وعادات الطيور، كانت الثالثة من استطلاعات أتينبارا المتخصصة بعد ثلاثيته الرئيسة التي بدأت مع الحياة على الأرض. تناقش كل حلقة من الحلقات العشر التي تبلغ مدتها 50 دقيقة كيف يتعامل التنوع الهائل للطيور في العالم مع جانب مُختلف من حياتها اليومية.
أُنتِج المُسلسل بالاشتراك مع وحدة التاريخ الطبيعي وبي بي إس. كان المنتج التنفيذي مايك سالزبوري، والموسيقى من تأليف إيان بوتشر وستيفن فو. وقد فازت بِجائزة بيبودي [الإنجليزية] في عام 1999 عن الجمع بين «الصور المذهلة والعلم الذي لا تشوبه شائبة».